# Husovo náměstí (Rakovník)
Husovo náměstí se nachází v centru královského města Rakovník ve Středočeském kraji. 

## Popis
V roce 1471 bylo náměstí a z něj vycházející ulice obestavěny kamennými hradbami a v 16. století byly postaveny čtyři brány pro vstup do města (dnes Rakovník I). Dvě stojí dodnes (východní Pražská u přímo navazujícího Žižkova náměstí a severní Vysoká v ulici Vysoká, kde bývalo rakovnické ghetto) a zbylé dvě byly s bouráním hradeb v 19. století zbořeny (západní Svatojilská v ulici Palackého a jižní Lubenská v ulici Trojanova). Na náměstí se kromě měšťanských domů nachází rakovnická městská radnice, pošta, banka, několik restaurací a dalších obchodů. Na východním konci náměstí se nacházel kostel sv. Mikuláše, který kolem roku 1352 vyhořel a byl vystavěn téměř celý nově jako děkanský kostel a posléze zasvěcen tentokrát sv. Bartoloměji. Kostel byl spolu s velkou zvonicí, farou a rychtou původně opevněn, což vytvářelo tzv. Zákostelí. Toto opevnění bylo zbořeno také v 19. století, stejně jako stará škola, která stála před průčelím kostela. Uprostřed náměstí se nachází mariánský sloup, také nazývaný jako morový, který byl vystavěn v roce 1749 z pískovce. Podlouhlé náměstí o rozměrech zhruba 400 x 50 m tvoří centrum města dodnes a konají se zde například pravidelné trhy.

## Galerie

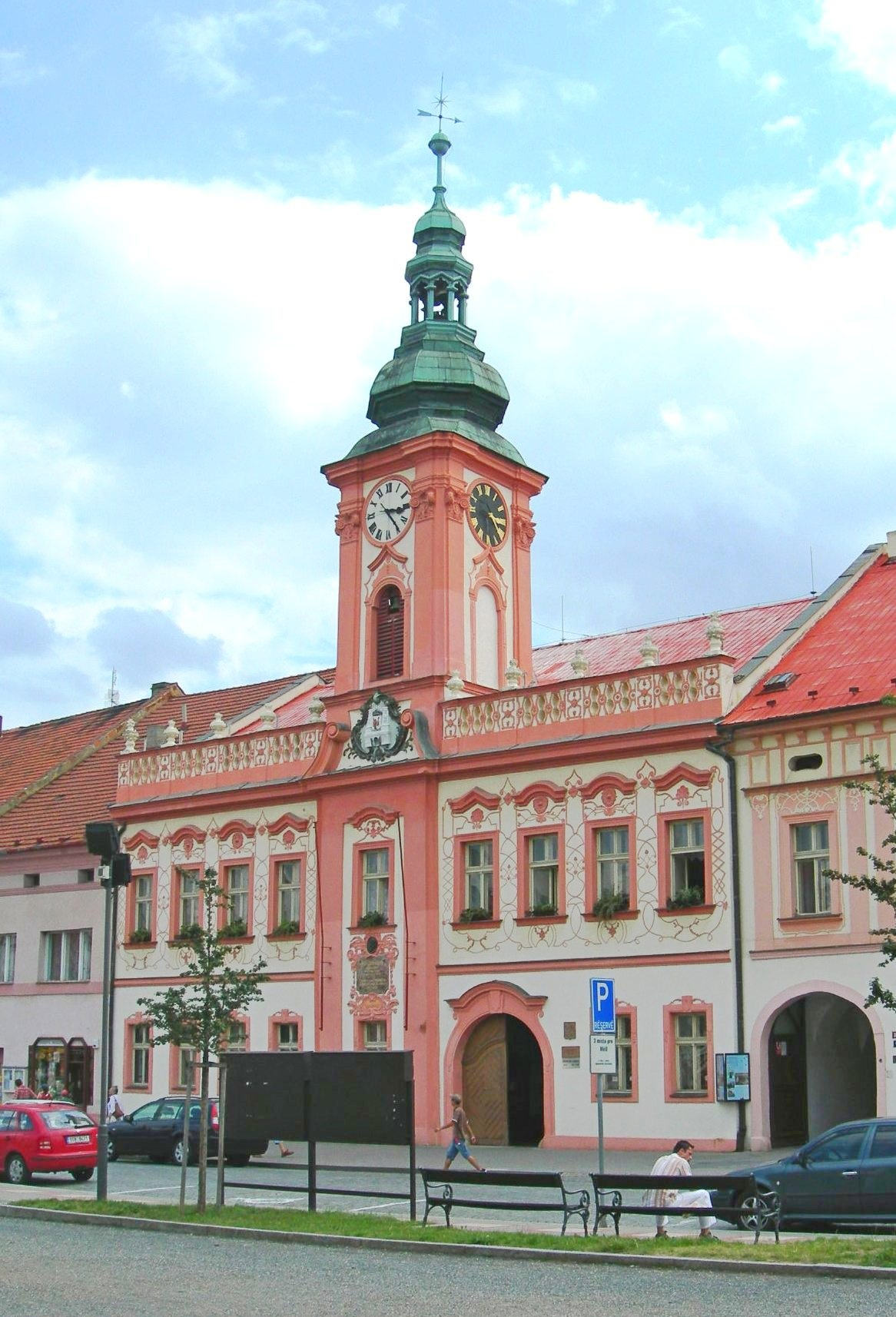
Radnice
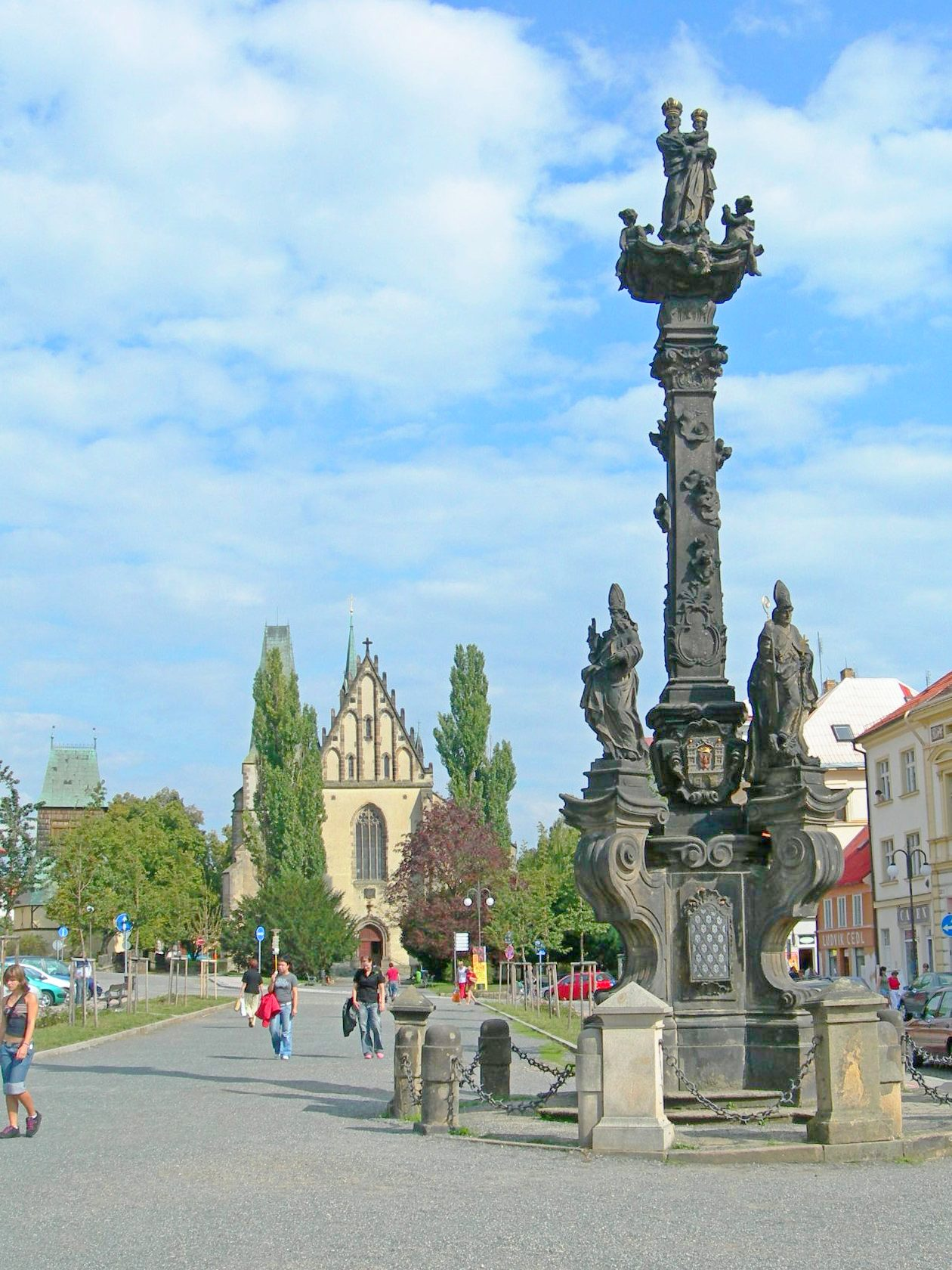
Mariánský sloup
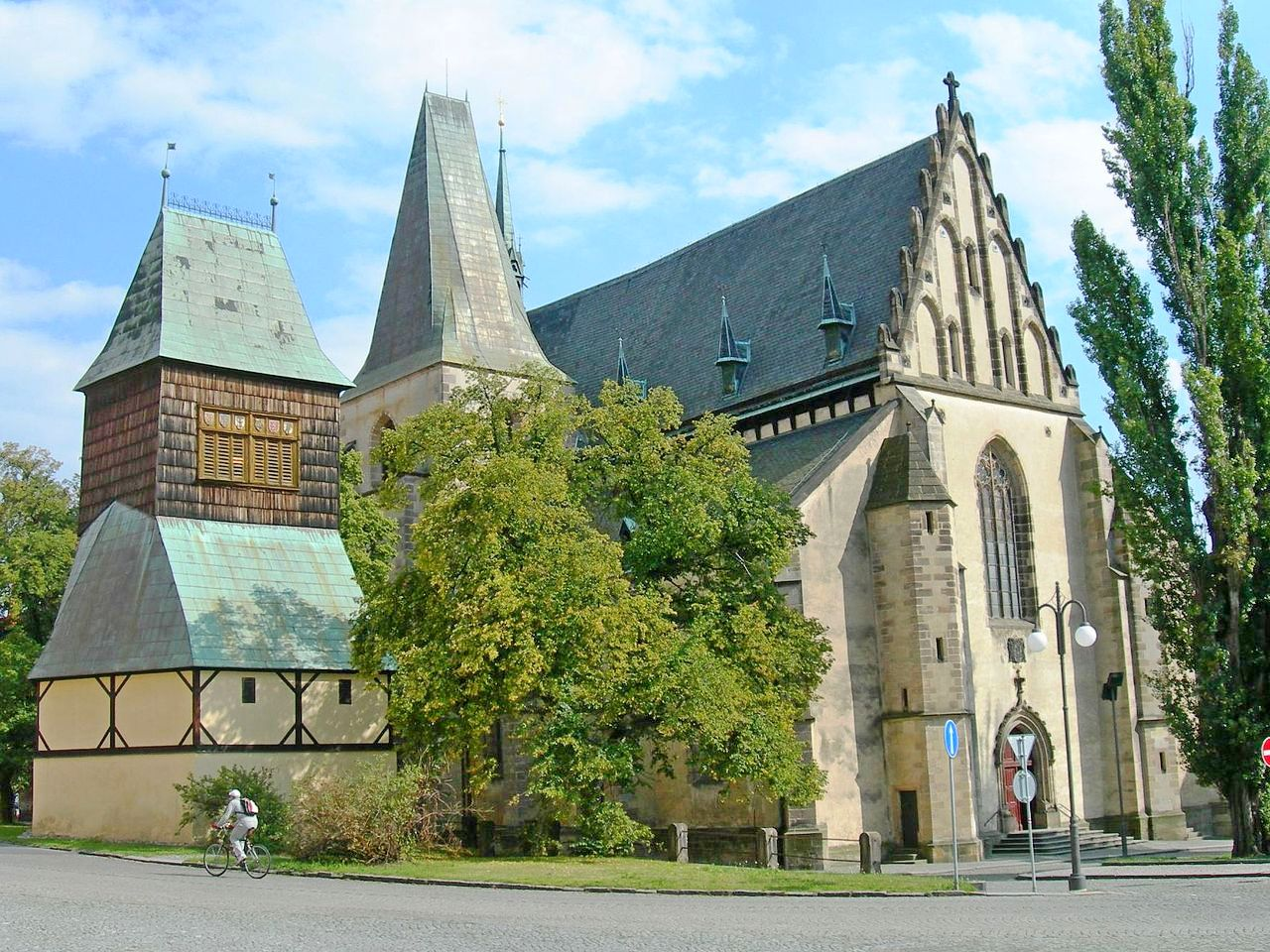
Kostel sv. Bartoloměje se zvonicí
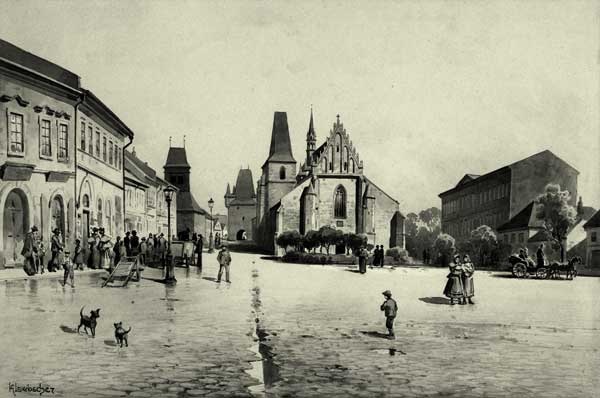
Akvarel náměstí s kostelem od Karla Liebschera, 1900